# Septoria lychnidis
Septoria lychnidis är en svampart som beskrevs av Desm. 1849. Septoria lychnidis ingår i släktet Septoria och familjen Mycosphaerellaceae.   Inga underarter finns listade i Catalogue of Life.